# The Brink (film)
Pour les articles homonymes, voir The Brink.
Pour plus de détails, voir Fiche technique et Distribution.
The Brink (littéralement, La Bordure) est un film muet américain réalisé par Lynn Reynolds, sorti en 1916.

## Fiche technique
- Titre : The Brink
- Réalisation : Lynn Reynolds
- Scénario : Lynn Reynolds
- Producteur : Carl Laemmle
- Société de production :  Universal Film Manufacturing Company
- Société de distribution :  Universal Film Manufacturing Company
- Pays d'origine :  États-Unis
- Langue : film muet avec les intertitres en anglais
- Métrage : 300 m (1 bobine)
- Format : Noir et blanc — 35 mm — 1,33:1 — Muet
- Genre : Film dramatique
- Durée : 10 minutes
- Dates de sortie : 
  -  États-Unis : 12 avril 1916

## Distribution
- Myrtle Gonzalez : Marjorie Wilson
- Val Paul (en) : Albert Wilson
- Fred Church : Frank Fitzgerald
- Miss Perry : la femme de ménage
- William A. Crinley : Le chauffeur